# Ali Hazem
Ali Hazem (in arabo علي حازم‎?; 25 gennaio 1994) è un judoka egiziano.

## Palmarès
- Giochi panafricani

Brazzaville 2015: bronzo nei -81 kg.
Rabat 2019: oro nei -90 kg.
- Campionati africani

Port Louis 2014: argento -81 kg;
Libreville 2015: argento nei -81 kg;
Tunisi 2016: argento nei -81 kg;
Antanarivo 2017: bronzo nei -81 kg;
Tunisi 2018: bronzo nei -90 kg.